# Reloj de pastor

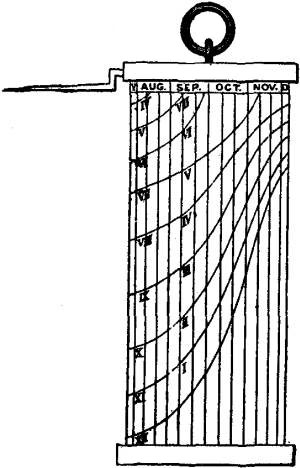
La disposición típica de este tipo de relojes es tal que sobre una superficie cilíndrica sobresale un gnomon que produce su sombra sobre una escala de meses.

Un reloj de pastor (denominado también como reloj pilar o cilíndrico por su forma característica ) es un tipo de reloj solar que mide la hora mediante la altura del sol, es decir, con la denominada «umbra versa». El tamaño de este tipo de relojes suele ser de reducidas dimensiones, es por esta razón por la que se suele considerar como un reloj solar portátil a pesar de necesitar una latitud fija para su trazado. La denominación pastor se debe al uso de bastones con trazas de estos relojes que hacían los pastores del pirineo. Este tipo de relojes se puso muy de moda en el periodo que va desde los siglos XVII y XVIII.

## Historia
Desde la época de los romanos se han conocido relojes solares que miden el tiempo mediante la diferente altura del sol sobre el horizonte a lo largo del día: viatoria pensilia que describe Vitrubio en su libro.  Estos relojes se hicieron populares debido a que no requieren para su funcionamiento de la alineación norte-sur. Este tipo de relojes es muy popular, apareciendo cuadros como el realizado por el pintor renacentista alemán Hans Holbein "el Joven" titulado: Doble retrato de Jean de Dinteville y Georges de Selve ("Los embajadores"), 1533. Se ponen muy de moda en el periodo que va desde los siglos XVII y XVIII. No obstante, su descripción más antigua se remonta al siglo XI, atribuida al monje benedictino de Reichenau denominado Hermann der Lahme (Hermannus Contractus) que lo denomina «cylindrus horarius». Este tipo de relojes en épocas medievales alcanza a otras denominaciones como «chilinder oxoniensis». La denominación «pastor» proviene del uso que hacían de este reloj los pastores de los pirineos, que trazaban las marcas horarias en bastones que llevaban consigo. Este reloj se fundamenta en el concepto de «umbra versa», siendo portátiles por su reducido tamaño. Su uso está ligado a una latitud dada.

## Concepto
El movimiento diurno del sol en una localización dada, es tal que aparece por el horizonte en los amaneceres, y va aumentando su altura durante el transcurso del día hasta que alcanza su valor más alto en el mediodía. Tras este instante de tiempo el sol va descendiendo, disminuyendo la altura respecto del horizonte hasta que se produce el ocaso. Es por esta razón que el sol va teniendo, para un día del año diversas alturas correspondientes a cada hora. Y una altura solar dada corresponde a dos horas diferentes, una matutina y otra vespertina.
La sombra de un gnomon paralelo al horizonte y perpendicular a un muro proporcionará una umbra versa que al amanecer será de longitud nula. A medida que avanza el día, y el sol va ganando altura, la umbra recta va aumentando de longitud hasta alcanzar su máxima longitud al mediodía. Justo cuando comienza la zona vespertina del día, el sol disminuye su altura, disminuyendo la longitud de la sombra. Una disposición trigonométrica básica muestra que la umbra recta es directamente proporcional a la tangente de la altura del sol sobre el horizonte. 
De la misma forma a una misma hora de cada día del año, el sol va cambiando de altura formando una curva cerrada denominada analema. Es por esta razón por la que el sol va cambiando de altura cada día. Este fenómeno se hace sentir en la diferente altura que posee el sol en el mediodía a lo largo de los diferentes días del año. De esta forma la altura del sol en coordenadas horizontales se expresa mediante la fórmula:
{\displaystyle \operatorname {sen} h=\cos \varphi \cos \delta \cos \phi +\operatorname {sen} \varphi \operatorname {sen} \delta }
Donde h es la altura del sol en un horizonte de latitud {\displaystyle \varphi } (si se expresa de 0 a 90° será de latitud boreal, si desde 0 a -90° será para una latitud austral). Esta fórmula muestra dos variables, por un lado la declinación solar expresada como {\displaystyle \delta } que se puede obtener en una tabla astrónómica (existente en cualquier almanaque astronómico), el valor de la declinación solar cambia cada día estando entre el intervalo {\displaystyle -\epsilon \leq \delta \leq \epsilon } donde {\displaystyle \epsilon } es la oblicuidad de la eclíptica. El segundo parámetro de esta ecuación es el ángulo horario solar {\displaystyle \phi }. Este ángulo es igual a cero en el mediodía, vale 15.ª en la primera hora vespertina, 30.ª en la segunda hora vespertina y así sucesivamente hasta que a medianoche vale 180º.

## Características
Se trata de un reloj que suele tener sus marcas horarias en la superficie de un  cilindro que son similares a los bastones.  La sombra se crea mediante un gnomon saliente que se ubica justo en su superficie. Este reloj posee generalmente dos escalas superpuestas:
- Escala horaria Diseñada de tal forma que para cada instante de tiempo solar  existe una altura del sol. La escala horaria está contenida en la generatriz del cilindro del reloj.
- Escala anual   Es una escala rotatoria solidaria con el eje del cilindro con un valor para cada declinación solar.  Al existir un valor de declinación solar por cada día del año esta escala se representa por facilidad de uso en días del año, agrupados por meses.

Las líneas horarias aparecen desarrolladas en virtud de estas dos escalas como una red a lo largo de la superficie del cilindro que forma el reloj. Para el funcionamiento se suspende el reloj por una anilla y se orienta directamente al sol. Este proceso de orientación se realiza de tal forma que la punta del gnomon "mire" directamente al sol.
|                                                        |
| Desarrollo de la escala horaria para cada mes del año. |

|                                   |
| Cada hora muestra una umbra versa |

Siendo la longitud del gnomon d se tiene que para una altura h del sol la longitud de la sombra sobre la escala del reloj es D, de tal forma que su relación es:
{\displaystyle D=d\tan h}
En muchos de estos relojes el gnomón es abatible, de tal forma que al no emplearse el reloj se pliega y no estorba. En los casos más primitivos la escala anual posee unas oquedades en las que se puede insertar una estaca de longitud dada.

## Variantes
Este tipo de relojes puede ser diseñado para mostrar diferentes sistemas horarios como puede ser horas itálicas, horas babilónicas y horas temporarias. Para los casos en los que se emplean las horas temporarias el arco diurno se divide en varias horas y se trazan en el reloj con sus correspndientes alturas.